# Challenger de Bangkok 2 2017

El torneo Bangkok Challenger II 2017 es un torneo profesional de tenis. Pertenece al ATP Challenger Series 2017. Se disputará su 2.ª edición sobre superficie dura, en Bangkok, Tailandia entre el 9 al el 14 de enero de 2017.

## Jugadores participantes del cuadro de individuales
| Favorito | País                       | Jugador          | Rank1 | Posición en el torneo |
| -------- | -------------------------- | ---------------- | ----- | --------------------- |
| 1        | Bandera de Serbia          | Janko Tipsarević | 144   | CAMPEÓN               |
| 2        | Bandera de Chile           | Christian Garin  | 211   | Semifinales           |
| 3        | Bandera de Rusia           | Aslan Karatsev   | 235   | Primera ronda         |
| 4        | Bandera de República Checa | Zdeněk Kolář     | 244   | Primera ronda         |
| 5        | Bandera de Francia         | Grégoire Barrère | 247   | Primera ronda         |
| 6        | Bandera de Bélgica         | Yannick Mertens  | 251   | Segunda ronda         |
| 7        | Bandera de Francia         | Axel Michon      | 259   | Cuartos de final      |
| 8        | Bandera de República Checa | Václav Šafránek  | 261   | Primera ronda         |

- 1 Se ha tomado en cuenta el ranking del 2 de enero de 2017.

### Otros participantes
Los siguientes jugadores recibieron una invitación (wild card), por lo tanto ingresan directamente al cuadro principal (WC):
- Phassawit Burapharitta
- Patcharapol Kawin
- Werapath Sirijatiyaporn
- Chaleechan Tanasugarn

Los siguientes jugadores ingresan al cuadro principal tras disputar el cuadro clasificatorio (Q):
- Daniel Altmaier
- Sriram Balaji
- Lee Kuan-yi
- Jimmy Wang

## Campeones

### Individual Masculino
- Janko Tipsarević derrotó en la final a  Li Zhe, 6-2, 6-3

### Dobles Masculino
- Sanchai Ratiwatana /  Sonchat Ratiwatana derrotaron en la final a  Sadio Doumbia /  Fabien Reboul, 7-6(4), 7-5